# Nassarius alabasteroides
Nassarius alabasteroides is een slakkensoort uit de familie van de Nassariidae. De wetenschappelijke naam van de soort is voor het eerst geldig gepubliceerd in 2009 door Kool.